# هارون تورنر
هارون تورنر (بالإنجليزية: Aaron Turner)‏ هو مصمم جرافيك أمريكي، ولد في 5 نوفمبر 1977 في سبرينغفيلد في الولايات المتحدة.

## وصلات خارجية
- الموقع الرسمي
- هارون تورنر على موقع ميوزك برينز (الإنجليزية)
- هارون تورنر على موقع أول ميوزيك (الإنجليزية)
- هارون تورنر على موقع ديسكوغز (الإنجليزية)